# Retriever z Nowej Szkocji

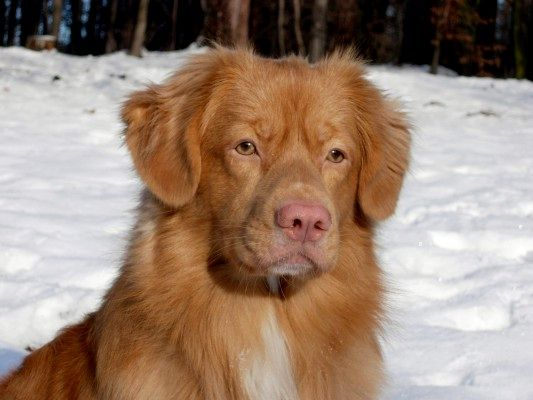
Głowa Retrievera z Nowej Szkocji

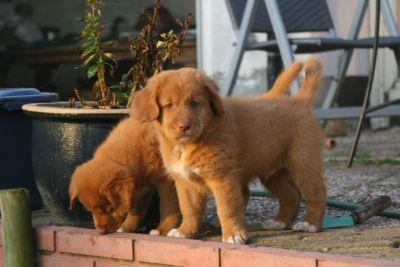
Siedmiotygodniowe psy rasy Retriever z Nowej Szkocji

Retriever z Nowej Szkocji – jedna z ras psów, należąca do grupy psów aportujących, płochaczy i psów wodnych, zaklasyfikowana do sekcji psów aportujących. Podlega próbom pracy.

## Rys historyczny
Rasa i jej nazwa pochodzi ze wschodnich wybrzeży (Nowa Szkocja) Kanady. Drugi człon nazwy wziął się od angielskiego czasownika "to retrieve" – "przynosić" od zadań, jakie spełniają te psy w myślistwie.
Retrievery z Nowej Szkocji były używane do polowania na kaczki. Myśliwy zachęcał psa do zabawy na brzegu jeziora, a kiedy zaciekawione ptaki podpływały bliżej, wtedy padał strzał. Zestrzelone kaczki, pies aportował z wody na brzeg.

## Wygląd

### Budowa
Retrievery z Nowej Szkocji mają kościec średni lub ciężki i zwartą budowę ciała. Silnie umięśnione, o głębokiej klatce piersiowej, przystosowane są do aportowania nawet z bardzo zimnej wody.

### Szata i umaszczenie
Tollery posiadają gęsta sierść o obfitym podszerstku. Barwa sierści to różne odcienie czerwonego i pomarańczowego koloru. Często, na okrywie włosowej, pojawiają się białe znaczenia (klatka piersiowa, stopy, maska i koniec ogona). Sierść może nieznacznie falować jedynie na grzbiecie. Pigment nosa, warg i powiek powinien zlewać się z kolorem sierści, lub być czarny.

## Zachowanie i charakter
Tollery to psy wrażliwe i rodzinne. Inteligentne, czujne i radosne łatwo się uczą i są tolerancyjne wobec dzieci, także w stosunku do innych zwierząt. Żywiołowe, pewne siebie, nie są nadmiernie szczekliwe. Ze względu na dużą aktywność psy tej rasy, do prawidłowego funkcjonowania, wymagają możliwości codziennego zaspokojenia potrzeby ruchu i pracy. Nova Scotia Duck Tolling Retriever są psami o dużej wrażliwości i pobudliwości. Są to psy bardzo inteligentne, niezależne i ciekawe. Tollery nie są zbyt wylewne w stosunku do obcych.

## Użytkowość
Wszechstronnie użyteczne, spełniają się w roli psów myśliwskich, jak i psów rodzinnych, do towarzystwa.
Zwinne, szybkie i inteligentne, doskonale sprawdzają się w grach i sportach, np. w testach sprawności fizycznej i posłuszeństwa, agility, flyballu czy frisbee.

## Zdrowie i pielęgnacja
Tollery cieszą się stosunkowo dobrym zdrowiem, jednak coraz większa popularność może przyczynić się do wzrostu chorób. Zdarzają się problemy z dysplazją stawów biodrowych i łokciowych, choroby autoimmunologiczne oraz schorzenia oczu. Przy zapewnieniu odpowiedniej dawki ruchu retriever z Nowej Szkocji, może być trzymany w mieszkaniu. Potrzebuje przynajmniej 1,5 godziny spaceru dziennie, wypełnionego różnorodnymi ćwiczeniami. Nie jest to pies stróżujący i potrzebuje ścisłego kontaktu z człowiekiem.